# Neblinaphrynidae
Neblinaphrynidae – monotypowa rodzina płazów z rzędu płazów bezogonowych (Anura).

## Rozmieszczenie geograficzne
Rodzina obejmuje gatunki występujące w masywie Neblina w Wenezueli i przyległym paśmie górskim Serra do Imeri, w Brazylii.

## Systematyka
Rodziną i rodzaj zdefiniował w 2023 roku międzynarodowy zespół herpetologów – Francuz Antoine Fouquet, Belg Philippe Jacques Robert Kok, Brazylijczycy Renato de Sousa Recoder, Ivan Prates, Agustín Camacho, Sérgio Marques de Souza, José Mário Ghellere i Miguel Trefaut Rodrigues oraz Amerykanin Roy Wallace McDiarmid – w artykule zatytułowanym Relikty we mgle: Dwie nowe rodziny, rodzaje i gatunki żab podkreślają rolę Pantepui jako muzeum bioróżnorodności w całym kenozoiku, opublikowanym w czasopiśmie „Molecular Phylogenetics and Evolution”. Gatunkiem typowym jest (oryginalne oznaczenie) N. mayeri .

### Etymologia
Neblinaphryne: masyw Neblina, Wenezuela; gr. φρυνη phrunē, φρυνης phrunēs ‘ropucha’.

### Podział systematyczny
Do rodziny należy jeden rodzaj Neblinaphryne z dwoma gatunkami:
- Neblinaphryne imeri Fouquet, Moraes, Recoder, Camacho, Ghellere, Barutel & Rodrigues, 2024
- Neblinaphryne mayeri Fouquet, Kok, Recoder, Prates, Camacho, Marques-Souza, Ghellere, McDiarmid & Rodrigues, 2023